# Gilia salticola
Gilia salticola är en blågullsväxtart som beskrevs av Alice Eastwood. Gilia salticola ingår i släktet gilior, och familjen blågullsväxter. Inga underarter finns listade i Catalogue of Life.

## Bildgalleri

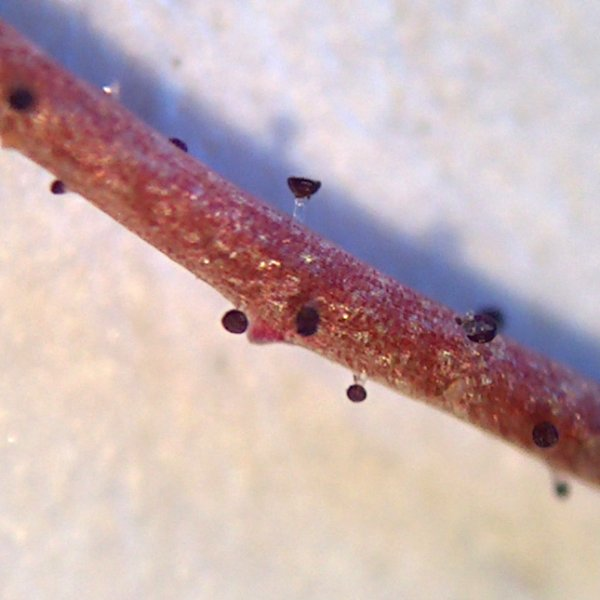